# Pere Bascompte
Pere Bascompte Carbonell (Manresa, 1957) fue uno de los fundadores y primeros militantes de la organización terrorista Terra Lliure (TLL).

## Trayectoria política
Comenzó su andadura política en 1975, ingresando en una asociación juvenil manresana, creada por miembros del Partit Socialista d"Alliberament Nacional. De allí paso al mundo sindical, militando en Comisiones Obreras, entonces en la clandestinidad.
Integrado en la banda terrorista Tierra Lliure, en mayo de 1981, participó en el secuestro del periodista Federico Jiménez Losantos. Por aquellas fechas Losantos era un comentarista cercano al socialismo, que había firmado un manifiesto reclamando el derecho a la enseñanza en castellano en Cataluña. La madrugada del 21 de mayo de 1981 Pere Bascompte Carbonell ató a un árbol a Federico Jiménez Losantos, le pegó un tiro en la rodilla y se marchó dejándolo atado y con la sangre fluyendo. Jiménez Losantos padece desde entonces una visible cojera.
En 1983 fue condenado junto a Jaume Llusa Llorens a nueve años de prisión. Sin embargo, un error administrativo propició su salida de prisión y huyó a Francia. Fue detenido en 1985 y nuevamente el 11 de enero de 1989 cerca de Perpiñán, ciudad en la que residía. Posteriormente, encarcelado en la prisión francesa de Toulouse-Languedoc.

Por la vía estrictamente legal es imposible llegar a la independencia.
Revista El pozo de la gallina (1987) 

De 1991 a 1993 participó en las negociaciones con Àngel Colom y Josep Lluís Carod-Rovira para la disolución de la organización terrorista, que desembocarían en su ingreso y el de otros militantes de Terra Lliure en Esquerra Republicana de Catalunya. Finalmente, en 1993 abandonó ERC por discrepancias con Colom y la desautorización de la vía de la reinserción de presos de Tierra Lliure y la colaboración con la justicia.
En Francia, cursó estudios jurídicos, doctorándose en Derecho Internacional. Regresó a España en 1999 libre de cargos por el archivo de sus causas judiciales pendientes.